# Протеїн-тирозин-фосфатаза нерецепторного типу 1
Протеїн-тирозин-фосфатаза нерецепторного типу 1 (англ. Protein tyrosine phosphatase, non-receptor type 1) також відома як протеїн-тирозин-фосфатаза 1B (PTP1B) – білок, який кодується геном PTPN1, розташованим у людей на довгому плечі 20-ї хромосоми. Довжина поліпептидного ланцюга білка становить 435 амінокислот, а молекулярна маса — 49 967. Фермент, який є першим відкритим  членом родини протеїн-тирозин-фосфатаз (PTP). PTP1B є негативним регулятором сигнального шляху інсуліну і вважається перспективною потенційною терапевтичною мішеню, зокрема, для лікування цукрового діабету 2 типу. Вона також бере участь у розвитку раку молочної залози і досліджувалася як потенційна терапевтична мішень в цьому виді раку.
Цей білок за функціями належить до протеїнфосфатаз, фосфопротеїнів. Задіяний у такому біологічному процесі, як ацетилювання. Локалізований у мембрані, ендоплазматичному ретикулумі.
| 10         |  | 20         |  | 30         |  | 40         |  | 50         |
| ---------- |  | ---------- |  | ---------- |  | ---------- |  | ---------- |
| MEMEKEFEQI |  | DKSGSWAAIY |  | QDIRHEASDF |  | PCRVAKLPKN |  | KNRNRYRDVS |
| PFDHSRIKLH |  | QEDNDYINAS |  | LIKMEEAQRS |  | YILTQGPLPN |  | TCGHFWEMVW |
| EQKSRGVVML |  | NRVMEKGSLK |  | CAQYWPQKEE |  | KEMIFEDTNL |  | KLTLISEDIK |
| SYYTVRQLEL |  | ENLTTQETRE |  | ILHFHYTTWP |  | DFGVPESPAS |  | FLNFLFKVRE |
| SGSLSPEHGP |  | VVVHCSAGIG |  | RSGTFCLADT |  | CLLLMDKRKD |  | PSSVDIKKVL |
| LEMRKFRMGL |  | IQTADQLRFS |  | YLAVIEGAKF |  | IMGDSSVQDQ |  | WKELSHEDLE |
| PPPEHIPPPP |  | RPPKRILEPH |  | NGKCREFFPN |  | HQWVKEETQE |  | DKDCPIKEEK |
| GSPLNAAPYG |  | IESMSQDTEV |  | RSRVVGGSLR |  | GAQAASPAKG |  | EPSLPEKDED |
| HALSYWKPFL |  | VNMCVATVLT |  | AGAYLCYRFL |  | FNSNT      |  |            |

A: Аланін

C: Цистеїн

D: Аспарагінова кислота

E: Глутамінова кислота

F: Фенілаланін

G: Гліцин

H: Гістидин

I: Ізолейцин

K: Лізин

L: Лейцин

M: Метіонін

N: Аспарагін

P: Пролін

Q: Глутамін

R: Аргінін

S: Серин

T: Треонін

V: Валін

W: Триптофан

## Структура і функції
PTP1B була вперше виділена з плацентарного екстракту білка організму людини, але він експресується в багатьох тканинах. PTP1B локалізована на цитоплазматичній поверхні ЕПР. PTP1B може дефосфорилювати фосфотирозинові залишки активованої кінази рецептора інсуліну. У мишей, генетичне усунення PTPN1 проявляється в підвищеній чутливості до інсуліну. Кілька інших тирозинкіназ, включаючи рецептор епідермального фактора росту, рецептор інсуліноподібного фактору росту 1 типу, рецептор колонієстимулюючого фактору 1 типу, C-Src, JAK2, TYK2, і кіназа фокальної адгезії, а також інші тирозин-фосфорилюючі білки, в тому числі BCAR1, DOK1, β-катенін та кортактин також були описані як субстрати PTP1B.
Перша кристалічна структура каталітичного домену PTP1B показала, що каталітичний сайт розташований в глибокій ущелині білка, утворену трьома петлями, включаючи петлю WPD із залишком Asp181, петлю pTyr із залишком Tyr46 і петлею Q із залишком Gln262. Петля pTyr і залишок Tyr46 розташовані на поверхні білка і, таким чином, допомагають детерміновати глибину субстрату, яку можна розмістити в щілині. Це  механізм керування селективністю, субстрати, що містять більш дрібні фосфозалишки не можуть досягти ділянки каталітичної активності біля основи ущелини. Після зв'язування субстрату, PTP1B зазнає структурних змін, при яких петля WPD закривається навколо субстрату, введення стабілізуючої  pi стекінг-взаємодії між ароматичними кільцями залишку фосфотирозину (pTyr) субстрату і залишку Phe182 на петлі WPD.

## Механізм
Фосфатазна активність PTP1B відбувається за двоступеневим механізмом. Дефосфорилювання субстрату pTyr відбувається на першій стадії, в той час як проміжні продукти ферменту розщеплюються на другій стадії. На першому етапі, здійснюється нуклеофільна атака на фосфоцентр відновленого Cys215 залишку, з подальшим подальшим протонуванням по Asp181 з отриманням нейтрального тирозинового фенолу. Активний фермент відновлюється після гідролізу тіофосфатного проміжного продукту, який полегшується за допомогою водневих зв'язків Gln262 і Asp181, які допомагають позиціонувати в молекулі води потрібний сайт нуклеофільної атаки.

Двостадійний механізм активності фосфатази PTP1B.

## Регулювання
Залишок Cys215 має важливе значення для ферментативної активності PTP1B і аналогічні залишки цистеїну, необхідні для діяльності інших членів класу I PTP родини. Тіолат-аніонна форма необхідна для нуклеофільної активності, але вона сприйнятлива до окиснення активних форм кисню (ROS) в клітині, що може зробити фермент нефункціональним. Цей залишок цистеїну, як було показано, окислюється при підвищеній клітинній концентрації перекису водню (H2O2), що продукується у відповідь на стимулювання епідермальним фактором росту та інсуліном. Тіолат окислюється до сульфенової кислоти, яка перетворюється в сульфаніламід після реакції з сусіднім залишком Ser216. Ця модифікація залишку Cys215 запобігає його подальшому окисленню, що буде незворотним, а також індукує структурні зміни в щілині активної ділянки таким чином, що субстрати не зможуть зв'язуватися. Це окислення може бути скасовано шляхом відновлення глутатіоном і є одним із способів регулювання активності PTP1B. Фосфорилювання залишку Ser50 також є способом алостеричного регулювання PTP1B, а саме фосфорильований стан ферменту є неактивним.

## Взаємодії
Для PTPN1 було показано взаємодію з BCAR1, рецептора епідермального фактора росту, Grb2 і IRS1.

## Клінічне значення
PTP1B має клінічне значення в лікуванні цукрового діабету 2 типу, а також раку. Дослідження проведені на мишачих моделях з нокаутом гена виявили докази важливої ролі PTP1B в регуляції передачі сигналів інсуліну і розвитку ожиріння. Миші, нокаутні за геном PTPN1, яких тримали на дієти з високим вмістом жирів показували стійкість до ожиріння і підвищений рівень чутливості до інсуліну в порівнянні з мишами дикого типу. Таким чином, конструювання і розробка інгібіторів PTP1B є галуззю досліджень для лікування цукрового діабету 2 типу та ожиріння, що стрімко розвивається.
Хоча PTP1B, як правило, вивчається як регулятор обміну речовин, деякі дослідження припускають, що вона може грати певну роль в розвитку пухлини, хоча чи є вона онкогенною або онкосупресорною  невідомо, оскільки є дані на підтримку обох версій. Високі концентрації АФК всередині ракових клітин, забезпечують умови для потенційної конститутивної інактивації PTP1B і це було показано на двох лініях ракових клітин людини HepG2 і А431, що до залишків Cys215 в PTP1B, то вони можуть селективно необоротно окислюватися в цих клітинних умовах, наслідком чого є втрата функціональності PTP1B. Крім того, генетична абляція PTPN1 в р53 дефіцитних мишей призвела до збільшення числа випадків лімфом і зниженням загального виживання. На противагу цьому було показано, що ген PTPN1 надлишково експресується в поєднанні з HER2 у випадках раку молочної залози. В мишачих модельних об'єктах з надекспресією HER2 в поєднанні з нокаутом PTPN1 було виявлено затримку росту пухлини і меншу кількість спостережуваних метастазів в легені припускаючи, що PTPN1 може мати онкогенну роль при раку молочної залози.